# Peñarandilla
Peñarandilla es un municipio y localidad española de la provincia de Salamanca, en la comunidad autónoma de Castilla y León. Se integra dentro de la comarca de la Tierra de Alba. Pertenece al partido judicial de Salamanca y a las mancomunidades Rutas de Alba y Tierras del Tormes.
Su término municipal está formado por un solo núcleo de población, ocupa una superficie total de 12,73 km² y según los datos demográficos recogidos en el padrón municipal elaborado por el INE en el año 2021, cuenta con una población de 175 habitantes.

## Símbolos
La bandera y escudo se adoptaron el 1 de octubre de 2019 tras un proceso de estudio de memoria histórica redactada por el especialista Ricardo Gil Turrión.

### Escudo
El escudo heráldico que representa al municipio fue aprobado el 16 de mayo de 2019 con el siguiente blasón:

«El escudo está integrado por una cuadrícula roja que representa el arte mudéjar propio de la zona. También por un león que representa el Reino de León, además de otra cuadrícula, en este caso azul, símbolo de la Casa de Alba. La composición se completa con un libro y una pluma, representación de los últimos viajes de santa Teresa»
Boletín Oficial de Castilla y León n.º 144 de 29 de julio de 2019

### Bandera
La bandera se compone de una cuadrícula y una pluma amarilla haciendo referencia al arte mudéjar y a Santa Teresa de Jesús.

«Bandera cuadrada compuesta por 27 escaques, 14 rojos y 13 blancos, con el escaque superior del asta cargado de pluma de escribir amarilla»

Boletín Oficial de Castilla y León n.º 144 de 29 de julio de 2019

## Toponimia
La primera forma con las que aparece documentada la localidad data del 18 de diciembre de 1217, en una carta del rey Alfonso IX de León realizada en Salamanca, en la que menciona a la actual Peñarandilla con la denominación de Penaranda de Sordos. Tres décadas más tarde, en 1244, la localidad aparece recogida simplemente como Penaranda, denominación de la que habría evolucionado posteriormente a Peñaranda. Finalmente, dada la mayor magnitud de la cercana Peñaranda de Bracamonte, a la localidad se le habría agregado el diminutivo -illa, dando lugar al actual topónimo de Peñarandilla.

## Historia

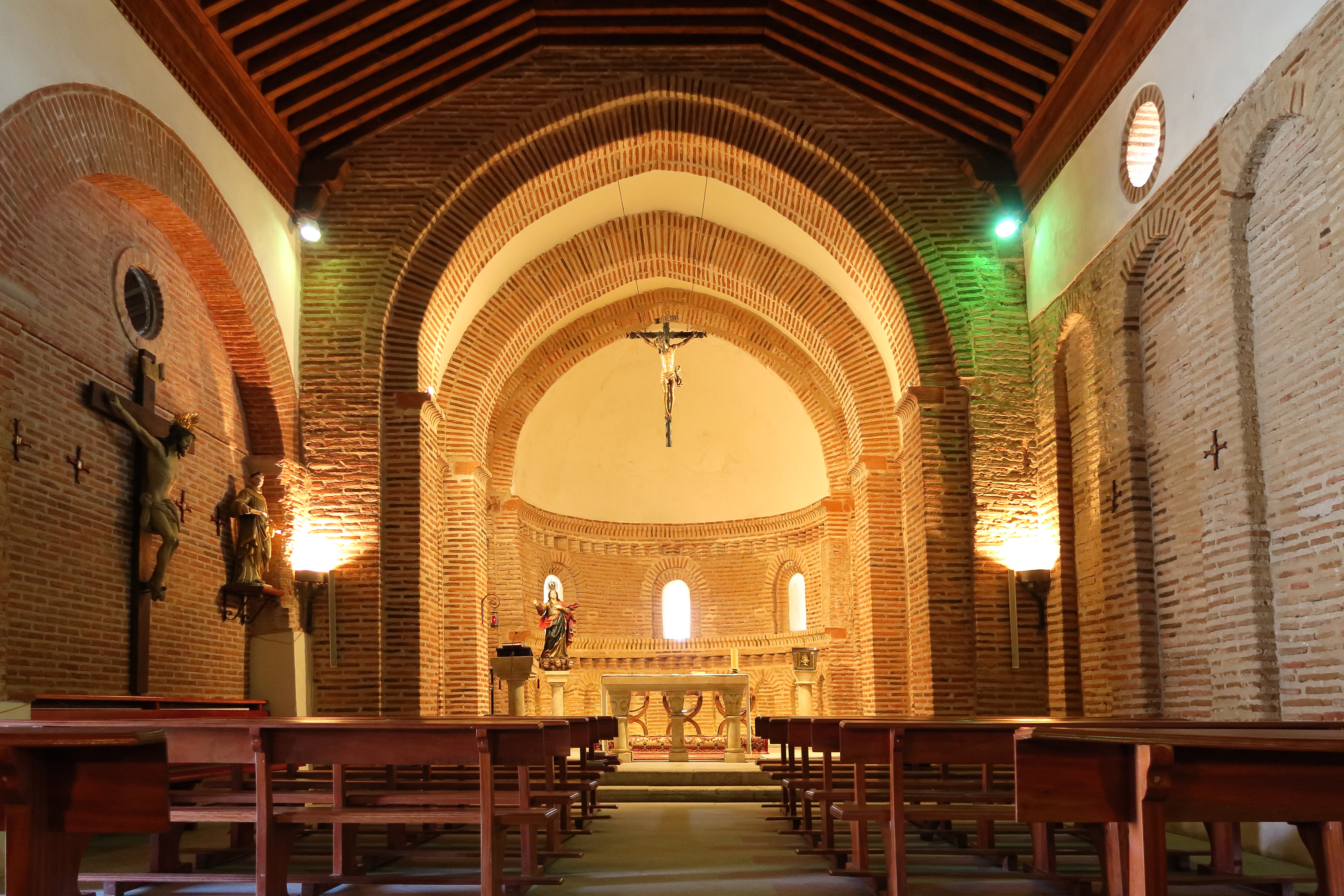
Interior de la iglesia.

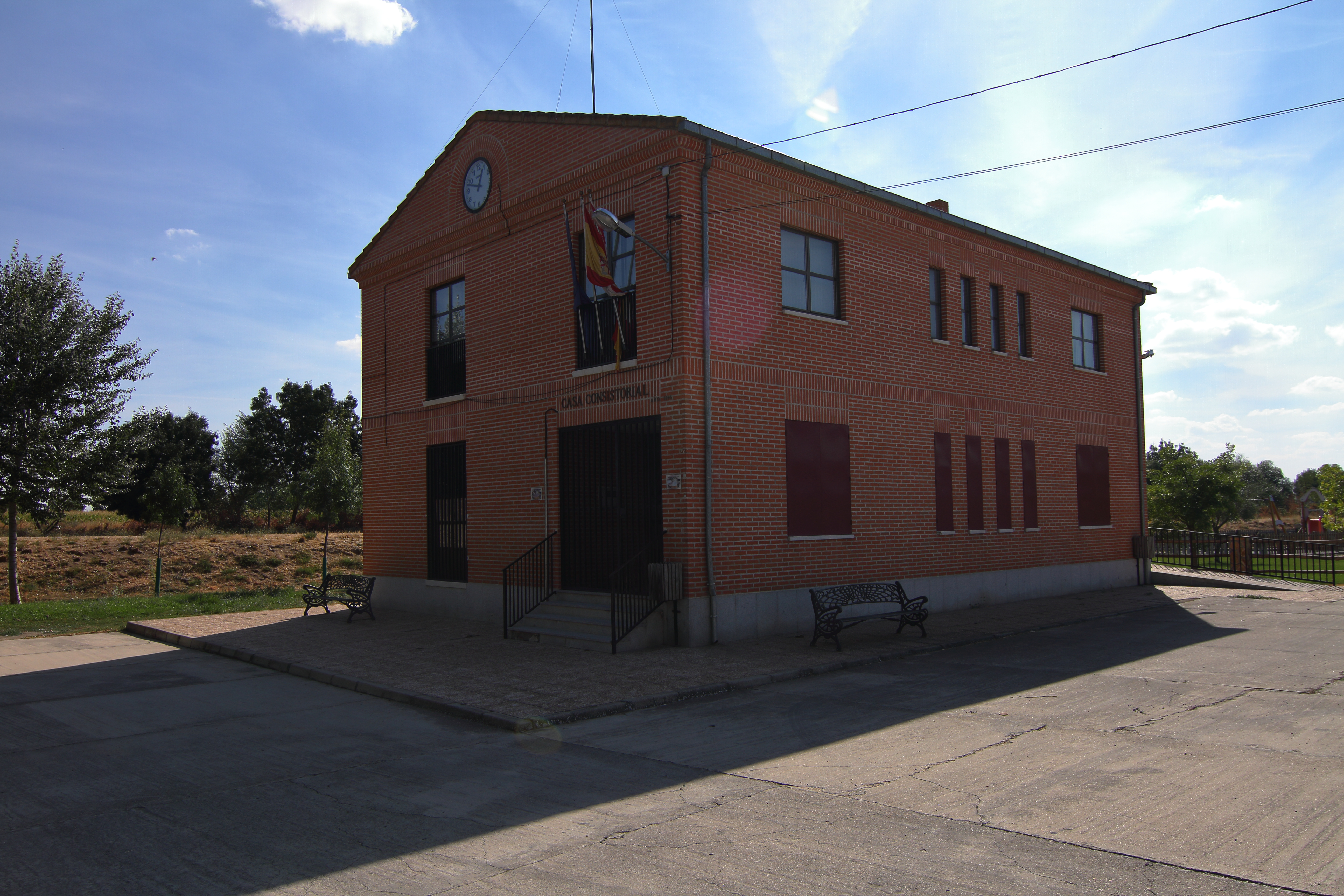
Casa consistorial.

Su fundación se remonta a la repoblación efectuada por los reyes de León en la Edad Media, época de la que data su iglesia, de estilo románico mudéjar, quedando integrada la localidad en la jurisdicción de Alba de Tormes, dentro del Reino de León, denominándose en el siglo XIII "Penaranda". Con la creación de las actuales provincias en 1833, Peñarandilla quedó encuadrado en la provincia de Salamanca, dentro de la Región Leonesa, formando parte del partido judicial de Alba de Tormes hasta la desaparición de este y su integración en el de Salamanca.

## Geografía humana

### Demografía
Cuenta con una población de 181 habitantes (INE 2024).
| Gráfica de evolución demográfica de Peñarandilla entre 1842 y 2021                                                    |
| |
| Población de derecho según los censos de población del INE. Población de hecho según los censos de población del INE. |

Según el Instituto Nacional de Estadística, Peñarandilla tenía, a 1 de enero de 2021, una población total de 175 habitantes, de los cuales 95 eran hombres y 80 son mujeres. Respecto al año 2000, el censo refleja 279 habitantes, de los cuales 135 eran hombres y 144 mujeres. Por lo tanto, la pérdida de población en el municipio para el periodo 2000-2021 ha sido de 104 habitantes, un 37% de descenso.

## Cultura

### Fiestas
La patrona de Peñarandilla es Nuestra Señora de la Asunción, su fiesta se conmemora el 15 de agosto. También se celebra el Domingo del Señor (domingo después del corpus christi) como fiesta local. El 15 de mayo, se celebra una celebración espiritual en honor a todos los Agricultores y Ganaderos de dicho pueblo.

## Administración y política
| Partido político                         | 2019  | 2019  | 2019       | 2015  | 2015  | 2015       | 2011  | 2011  | 2011       | 2007  | 2007  | 2007       | 2003  | 2003  | 2003       |
| Partido político                         | %     | Votos | Concejales | %     | Votos | Concejales | %     | Votos | Concejales | %     | Votos | Concejales | %     | Votos | Concejales |
| Partido Popular (PP)                     | 76,97 | 117   | 5          | 83,82 | 145   | 5          | 91,71 | 166   | 5          | 86,41 | 159   | 7          | 76,40 | 136   | 6          |
| Ciudadanos (CS)                          | 25,66 | 39    | 0          | 1,73  | 3     | 0          | —     | —     | —          | —     | —     | —          | —     | —     | —          |
| Partido Socialista Obrero Español (PSOE) | 13,16 | 20    | 0          | 11,56 | 20    | 0          | 4,97  | 9     | 0          | 11,41 | 21    | 0          | 18,54 | 33    | 1          |